# San Pedro y San Pablo Ayutla
San Pedro y San Pablo Ayutla là một đô thị thuộc bang Oaxaca, México. Năm 2005, dân số của đô thị này là 4319 người.